# Szaleństwa miłości
Szaleństwa miłości (ang. Breaking Up) – amerykańska komedia romantyczna z gatunku dramat z 1997 roku w reżyserii Roberta Greenwalda. Wyprodukowany przez wytwórnię Warner Bros. Główne role w filmach zagrali Russell Crowe i Salma Hayek.
Premiera filmu miała miejsce 17 października 1997 roku w Stanach Zjednoczonych.

## Opis fabuły
Fotograf Steve (Russell Crowe) zakochuje się w Monice (Salma Hayek), nauczycielce o gwałtownym temperamencie. Ich związek jest burzliwy. Kłócą się i rozstają, by szybko do siebie wrócić. Nieoczekiwanie Steve prosi Monicę o rękę. Ona zgadza się, ale mimo to oboje wątpią, czy to dobra decyzja.

## Obsada
Źródło: Filmweb
- Salma Hayek jako Monica
- Abraham Alvarez jako pastor
- Russell Crowe jako Steve
- Mary Ann Schmidt jako modelka w wizji Steve'a
- Carlo Corazon jako trener gimnastyki w wizji Steve'a
- Marty Granger jako randka całująca Steve'a